# 青い鳥症候群
青い鳥症候群（あおいとりしょうこうぐん）は、モーリス・メーテルリンク作の童話『青い鳥』の中で「主人公のチルチルとミチルが幸せの象徴である青い鳥を探しに行くが、意外と幸せの青い鳥は身近にあることに気付かされる」ことから、「今よりもっといい人が現れる」「今よりもっといい仕事が見つかる」など現実を直視せず根拠の無い「青い鳥」を探し続ける人たちを指す通俗的な呼称である。